# Militärischer Bereich

Kennzeichnung eines militärischen Bereiches

Militärische Bereiche sind in Deutschland alle Anlagen, Einrichtungen und Schiffe der Bundeswehr und verbündeter Streitkräfte (§ 2 Abs. 1 UZwGBw), z. B. Kasernen, Standort- und Truppenübungsplätze, Kriegsschiffe und Bundeswehrkrankenhäuser. Militärische Bereiche können zugleich Militärischer Sicherheitsbereich sein.
Ein Anhalten und Überprüfen von Personen (§ 4 UZwGBw) sowie eine Anordnung von Durchsuchungen (§ 8 UZwGBw) ist in militärischen Bereichen, die nicht zugleich militärische Sicherheitsbereiche sind, unzulässig. Straftaten gegen einen militärischen Bereich oder Gegenstände der Bundeswehr sind Straftaten gegen die Bundeswehr im Sinne des § 3 Abs. 1 Nr. 2 UZwGBw.

## Kennzeichnung
Militärische Bereiche sind häufig gekennzeichnet, auch wenn dies im Gegensatz zu militärischen Sicherheitsbereichen (§ 2 Abs. 2 Satz 3 UZwGBw) nicht gesetzlich vorgeschrieben ist. Sie werden durch die Bezeichnung Militärischer Bereich gekennzeichnet, wohingegen militärische Bereiche, die zugleich militärische Sicherheitsbereiche sind, als Militärischer Sicherheitsbereich gekennzeichnet werden; d. h. ein als Militärischer Bereich gekennzeichnetes Objekt ist kein militärischer Sicherheitsbereich.

## Betreten und Aufenthalt
Ordnungswidrig handelt, wer vorsätzlich oder fahrlässig entgegen einem Verbot der zuständigen Dienststelle (in der Regel repräsentiert durch den Standortältesten oder Kasernenkommandanten) eine militärische Einrichtung oder Anlage oder eine Örtlichkeit betritt, die aus Sicherheitsgründen zur Erfüllung dienstlicher Aufgaben der Bundeswehr gesperrt ist. Die Ordnungswidrigkeit kann mit einer Geldbuße geahndet werden (§ 114 OWiG). Diese Vorschrift kommt vor allem bei nicht befriedeten, also mit einem Zaun oder Ähnlichem umgebenen, militärischen Anlagen zum Tragen wie Standortübungsplätzen.
Wer in befriedete militärische Anlagen widerrechtlich eindringt oder ohne Befugnis darin verweilt und auf Aufforderung sich nicht entfernt, handelt hingegen nicht nur ordnungswidrig, sondern begeht die Straftat des Hausfriedensbruchs (§ 123 StGB). Das Antragsdelikt kann mit Freiheitsstrafe bis zu einem Jahr oder mit Geldstrafe bestraft werden.